# Milano Monza Open-Air Motor Show
Il Milano Monza Open-Air Motor Show, noto anche come Milano Monza Motor Show e abbreviato con l'acronimo di MiMo, è una manifestazione fieristica internazionale con cadenza annuale che si tiene a Milano e a Monza dal 2021, sotto forma di salone automobilistico all'aperto nel mese di giugno.

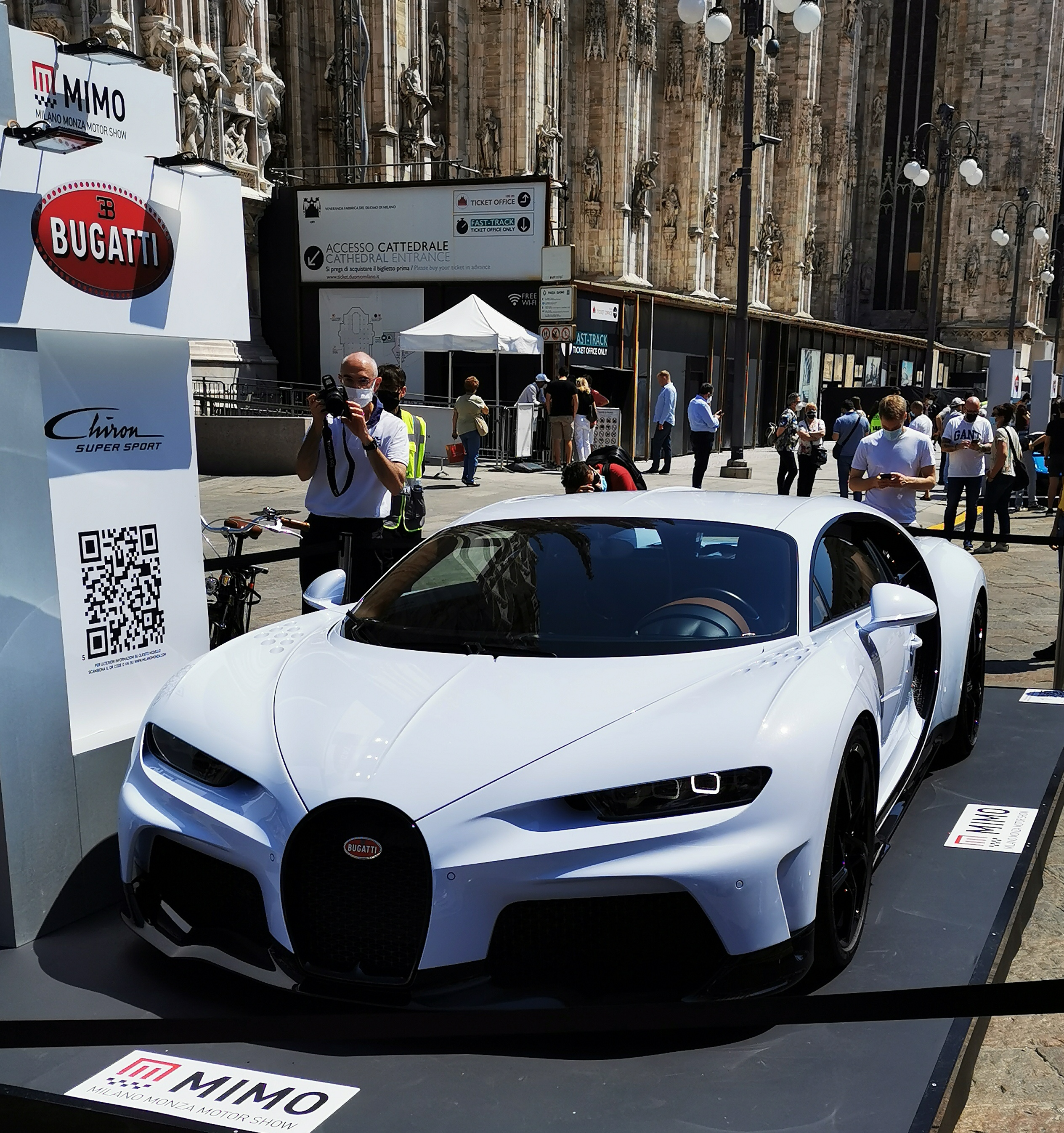
Chiron esposta durante il MiMo al Duomo

## Storia
L'evento ha preso il posto del Parco Valentino Motor Show di Torino, svoltosi per l'ultima volta nel 2019 e oggi rimasto come sfilata di supercar, prototipi e auto storiche sotto il marchio di Gran Premio Parco Valentino.
Inizialmente previsto per giugno 2020 e poi posticipato a ottobre 2020 e infine nuovamente rinviato a giugno 2021 a causa della pandemia di COVID-19, la prima edizione si è tenuta dal 10 giugno 2021 al 13 giugno 2021 a Milano nei pressi della piazza del Duomo con un'esposizione statica e all'autodromo di Monza.

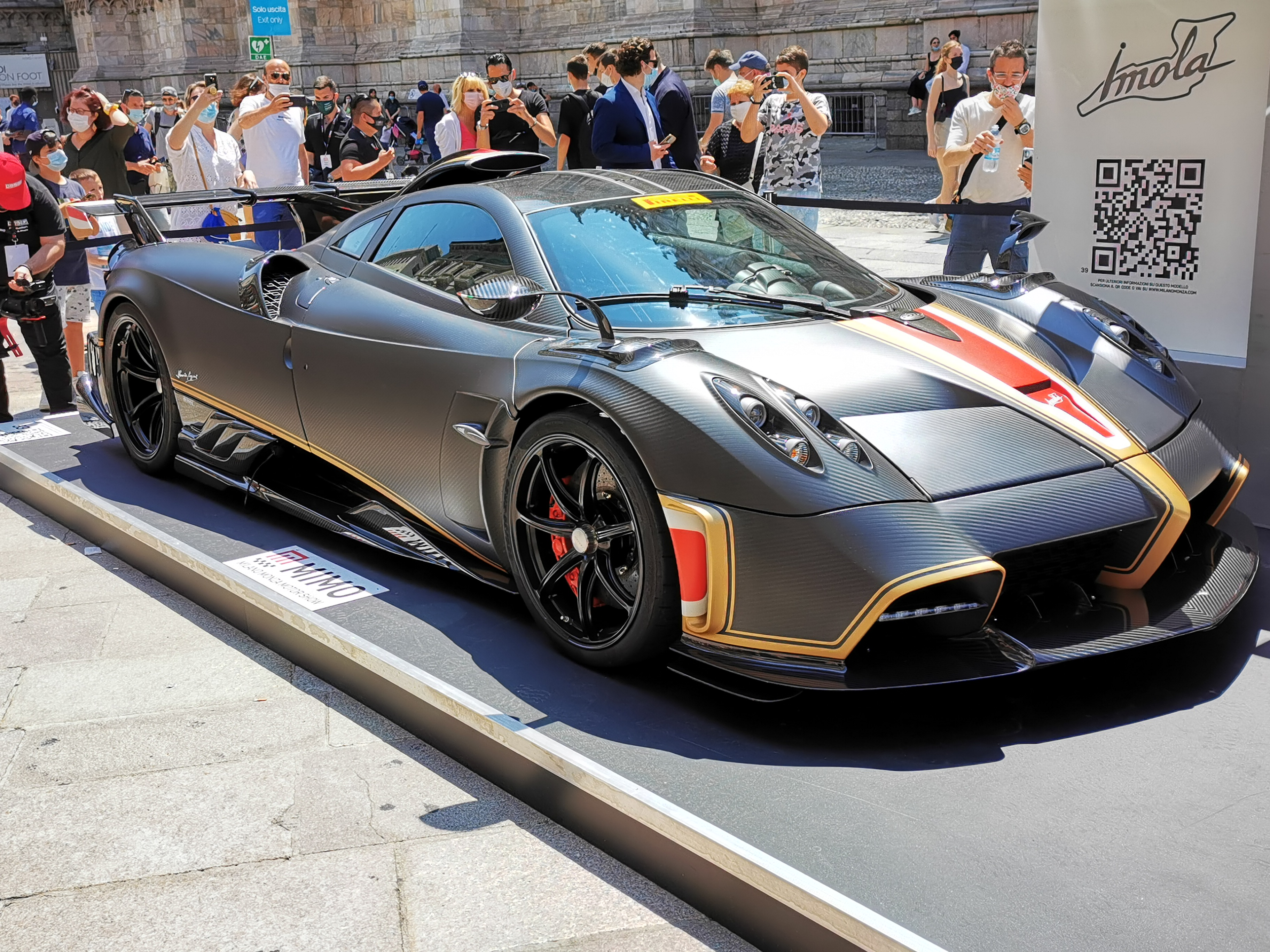
Huayra Imola esposta nel 2021

Nella prima edizione ci sono state la partecipazione di 63 marchi, le cui installazioni sono state collocate in un percorso che parte da piazza della Scala, attraversa corso Vittorio Emanuele II, piazza Duomo, piazza della Scala, per spostarsi in via Mercanti, via Dante e poi al Castello Sforzesco e nel Foro Bonaparte.
La prima edizione dell'evento è stata incentrata sulla mobilità del futuro e sull'evoluzione dell'auto, (lo stand dei veicoli elettrici era presente in Piazza Castello). Con l'ausilio dei QR code collocati su ciascuna vettura, il pubblico poteva visionare la pagina web riservata a ciascun modello, con schede tecniche, immagini e video.
Erano presenti le installazioni di oltre 63 marchi tra cui: Alfa Romeo, Aprilia, Aston Martin, Audi, Lamborghini, Bentley, BMW, BMW Motorrad, Bugatti, Cadillac, Citroën, Corvette, Cupra, Dallara, DR, DS, Ducati, Enel X, EVO, Ferrari, Fiat, Ford, Garage Italia, Harley Davidson, Helbiz, Hyundai, Honda, Jaguar, Jeep, Kawasaki, KIA, Lancia, Land Rover, Lexus, MAK Wheels, Maserati, Mazda, McLaren, MG, Militem, MINI, Mitsubishi, Mole Automobiles, Moto Guzzi, MV Agusta, Opel, Pagani, Pambuffetti, Peugeot, Pirelli, Porsche, Renault, SEAT, SEAT MÓ, Škoda, Suzuki, Tazzari EV, Toyota, Volkswagen e Zero Motorcycles.

## Edizioni

### 2020
Edizione annullata.

### 2021
I seguenti veicoli presentati al MiMo nel 2021:
- Bugatti Chiron Super Sport
- Bugatti Bolide
- Bugatti Chiron Pur Sport
- Bugatti Chiron Sport
- Lamborghini Sián
- Lamborghini Huracán STO
- Audi e-tron GT
- Ducati Diavel 1260 S "Nero e Acciaio"
- Cupra Formentor VZ e-HYBRID
- Porsche Taycan Cross Turismo
- Bentley Bentayga V8
- McLaren Artura
- SEAT Leon e-HYBRID
- Suzuki Across
- DR 5.0
- DR 6.0
- EVO 3
- Pambuffetti PJ-01
- Renault Arkana e-Tech Hybrid
- Hyundai Bayon Hybrid 48V
- Toyota Yaris Cross
- Peugeot 308 (2021)
- Opel Mokka-e
- Jeep Wrangler 4xe ibrida plug-in
- Fiat 500e Cabrio
- DS 9
- Dallara Stradale EXP

### 2022
I seguenti veicoli presentati al MiMo nel 2022:
- Alfa Romeo Tonale
- Aston Martin DBS Superleggera
- Aston Martin DBX 707
- Bentley Continental GT V8 Convertible
- Bentley Bentayga S
- Chevrolet Corvette Stingray
- Ferrari 296 GTB
- Lamborghini Huracán Tecnica
- Lancia Y Ferretti

### 2023
I seguenti veicoli presentati al MiMo nel 2023:
- Apollo Intensa Emozione
- Aston Martin Valkyrie
- Bentley Continental GT S
- Bentley Continental GTC
- Bentley Bentayga EWB
- Dallara Stradale IR8
- De Tomaso P72
- Ferrari 296 GTS
- Ferrari 458 Challenge
- Ferrari 488 GTB
- Ferrari Roma
- Ferrari Monza SP
- Lotus Evija
- Lotus Eletre
- Lotus Emira
- Maserati GranTurismo
- Maserati MC20
- Maserati Grecale Trofeo
- Maserati Levante Trofeo Futura
- Mazda MX-30 R-EV
- McLaren 750S Spider
- McLaren 720S
- McLaren 650S
- McLaren Artura

### 2024
Edizione annullata.